# Paganico Sabino
Paganico Sabino és un comune (municipi) de la província de Rieti, a la regió italiana del Laci, situat a uns 50 km al nord-est de Roma i a uns 25 km al sud-est de Rieti. A 1 de gener de 2019 la seva població era de 166 habitants.
Paganico Sabino limita amb els següents municipis: Ascrea, Collegiove, Marcetelli, Pozzaglia Sabina i Varco Sabino.